# Hakon Børresen
Axel Ejnar Hakon Børresen (Copenhaguen, 2 de juny de 1876 – Copenhaguen, 6 d'octubre de 1954) fou un compositor danès. El seu nom, que semblava noruec, es devia a l'avi, que havia vingut a Copenhaguen des de Noruega a principis del 1800.

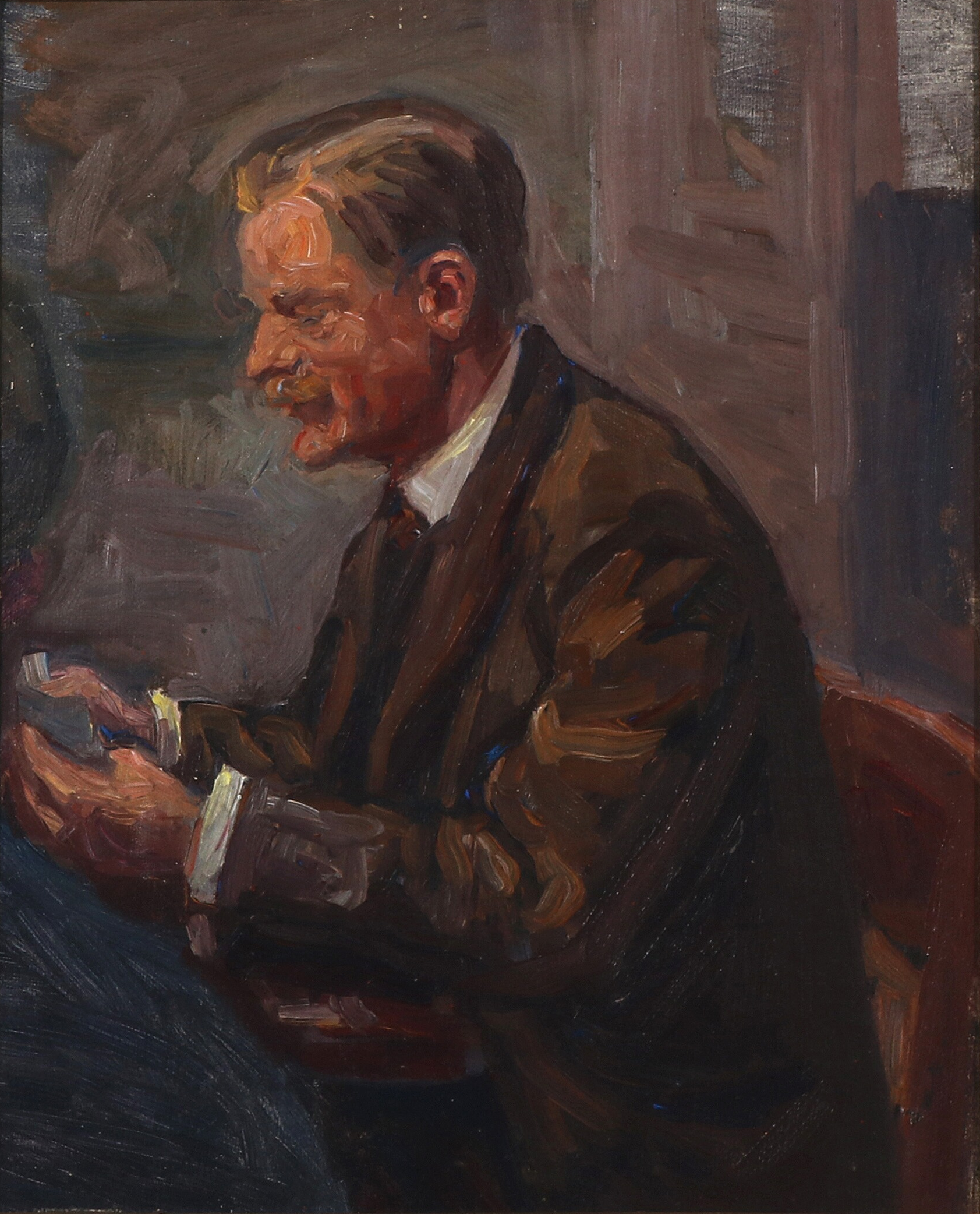
Retrat de Hakon Børresen per Viggo Johansen.

## Biografia

### Educació
Børresen provenia d'una família de comerciants i va rebre classes de piano, violí, violoncel i teoria de la música en la seva joventut. Amb 19 anys, Hakon Børresen volia convertir-se en compositor, però el pare va demanar una opinió competent sobre les seves habilitats, abans de donar suport a la passió del fill. Des de 1895 i uns quants anys després, Børresen va ser estudiant del compositor noruec Johan Svendsen, que era el cap de la Capella Reial i una persona destacada en la vida cultural de Copenhaguen, però que, d'altra banda, mai no havia renunciat a l'ensenyament.
La prova de foc fou la seva Simfonia núm. 1, estrenada el 1901 sota la direcció de Svendsen. La simfonia va cridar l'atenció de manera considerable. Børresen va rebre una beca i va anar a fer una gira d'estudis a Europa el 1902. Durant aquest viatge, entre altres llocs, va visitar Leipzig on va conèixer el director de renom mundial Arthur Nikisch, que va dirigir repetidament el Concert per a violí de Børresen en concerts per tota Alemanya. També va visitar París, on es va trobar amb un cercle de compositors al voltant de Vincent d'Indy, i Brussel·les, on va conèixer el famós virtuós del violí i compositor Eugène Ysaÿe.
Børresen estava fascinat pel mar i va compartir la seva vida entre un apartament a tocar de l'Església de Marbre al centre de Copenhaguen i estades més llargues a Skagen. Va passar els primers anys a l'hotel Brøndums. Després de la mort de Holger Drachmann el gener de 1908, va llogar la seva casa a Skagen fins al 1909. A Skagen fou membre musical del famós cercle d'artistes de Krøyer i Ancher.

### Composició
La seva joventut es caracteritzà per la tradició romàntica danesa / noruega i s'inscriu en els ideals de la música romàntica.No va seguir els corrents moderns i no es va veure afectat per la ruptura amb el romanticisme tardà que es va iniciar al tombant de segle. Es podria dir que Børresen fou un compositor conservador. El seu estil reflecteix la influència del seu mestre Svendsen, així com la de Txaikovski.
El seu major èxit fou l'òpera Den Kongelige Gæst (en danès, "El convidat reial"),que es va estrenar el 15 de novembre de 1919, al Det Kongelige Teater. L'acció de l'òpera es basa en el relat breu del mateix nom de Henrik Pontoppidan de 1908. L'òpera es va representar 134 vegades al Teatre Reial (fins al 1964). Des de llavors, ha estat una de les òperes daneses més populars.
A la seva segona òpera Kaddara, Børresen presenta una sèrie d'imatges del folklore de Groenlàndia amb un to rítmicament creïble en les diverses actuacions. Aquesta òpera també es va representar amb èxit al Det Kongelige Teater, i es va reintroduir al teatre 25 anys després (1946) amb motiu de la primera visita de la delegació de Groenlàndia a Copenhaguen després de l'alliberament de Dinamarca. L'òpera es va representar diverses vegades el 1924-25 al Théâtre de la Monnaie de Brussel·les i a la Komische Oper de Königsberg.

## Selecció d'obres

### Orquestra
- Simfonia núm 1 en do menor, Op. 3 (1901)
- Simfonia núm 2 en la major, Op. 7 "L'oceà" (1904)
- Simfonia núm. 3 en do major, Op. 21 (1925/26)
- Concert per a violí en sol major, Op. 11 (1904)
- "Els normands", Una obertura de concert, Op. 16 (1912, rev. 1935)
- Serenata en do major per a trompa, cordes i percussió (1944)
- "Melodies nòrdiques populars d'Islàndia i les Illes Fèroe" per a orquestra de corda (1949)

### Vocal
- Diverses cançons (Lieder) i obres corals

### Escena
- Den Kongelige Gæst, òppera (1919)
- Kaddara, òpera (1921)

### Cambra
- Quartet de corda número 1 en re menor,, Op. 20 (1913)
- Quartet de corda núm. 2 en do menor (1939)
- Sextet de corda en sol major, Op. 5 (1901)
- Sonata per a violí i piano en la menor, Op. 9 (1907)
- Romança per a violoncel i piano en re major, Op. 4 (1902)

### Piano
- Diverses peces ocasionals